# Championnat des joueurs de snooker 2025
Le championnat des joueurs 2025 est un tournoi de snooker de catégorie classée comptant pour la saison 2024-2025. L'épreuve se déroule du 17 au 23 mars 2025 au Telford International Centre de Telford, en Angleterre. Elle est organisée par la WPBSA.

## Déroulement

### Contexte avant le tournoi
Ce tournoi se présente comme la deuxième épreuve de la Players Series, un ensemble de trois tournois inscrits au programme de la saison 2024-2025 de snooker. Il a commencé en mars avec le Grand Prix mondial et se terminera en avril avec le championnat du circuit. Le dirigeant de la WPBSA Barry Hearn a décidé de mettre en place ce trio de tournois afin d'animer la fin de saison à la manière de la FedEx Cup en golf. En effet, le champ des joueurs se réduit au fur et à mesure des tournois : ils sont 32 qualifiés pour le Grand Prix mondial, puis 16 pour ce tournoi et seulement 12 pour le championnat du circuit, en se basant sur le classement mondial de la saison en cours.
La dotation totale augmente substantiellement en passant de 385 000 £ à 500 000 £.
Le tenant du titre est Mark Allen, qui avait battu Zhang Anda sur le score de 10 manches à 8 en finale l'an passé.
L'augmentation des dotations dans plusieurs tournois ainsi que l'introduction du Masters d'Arabie Saoudite, richement doté, ont eu un effet visible sur les points requis pour se qualifier pour ce tournoi. S'il fallait avoir amassé un minimum de 90 000 £ l'année dernière (Chris Wakelin en 16e place), 161 000 £ étaient nécessaires cette année.

### Faits marquants
Sept des huit têtes de série gagnent leur match lors du 1er tour. Lors des quarts de finale, Judd Trump balaye Shaun Murphy 6-0, tandis que John Higgins s'impose à l'issue d'une manche décisive alors qu'il était mené 5-2 par Xiao Guodong. La logique de classement continue de s'appliquer puisque les quatre joueurs les mieux classés atteignent les demi-finales, puis les deux têtes de série se hissent en finale.
Judd Trump et  Kyren Wilson s'affrontent en finale d'un tournoi classé pour la troisième fois de la saison, Wilson s'étant imposé lors du Grand Prix de Xi'an 2024 et de l'Open d'Irlande du Nord 2024. La première session est équilibrée et se conclue sur un score de parité avec quatre manches de part et d'autre. Kyren Wilson débute mieux la session du soir et mène 8-5, notamment grâce à plusieurs breaks clés en renversant le score dans certaines manches. Trump gagne les deux manches suivantes avant une 16e manche particulièrement disputée, qui est remportée par Wilson sur la bille noire. Trump réalise le seul century de cette finale et remporte de nouveau deux manches consécutives pour recoller à 9-9. A l'image de la finale, la manche décisive est accrochée. Trump rate un empochage longue distance à la mi-partie, à la suite duquel Wilson réalise un break décisif pour s'imposer sur le score de 10 manches à 9.

## Dotation
La répartition des prix est la suivante :
- Vainqueur : 150 000 £
- Finaliste : 70 000 £
- Demi-finaliste : 35 000 £
- Quart de finaliste : 20 000 £
- 1er tour : 15 000 £
- Meilleur break : 10 000 £

Dotation totale : 500 000 £

## Liste des qualifiés
Selon une liste spécifique établie sur la saison en cours — à l'opposé des classements usuels établis sur deux années —, les 16 joueurs qualifiés sont ceux ayant obtenu le plus de points depuis le championnat de la ligue 2024 (tournoi classé) et le Grand Prix mondial 2025.
| Rang | Joueur         | Points totaux | Résultat         | Résultat                   |
| ---- | -------------- | ------------- | ---------------- | -------------------------- |
| 1    | Judd Trump     | 993 200       | Finale           | éliminé par Kyren Wilson   |
| 2    | Kyren Wilson   | 541 800       | Vainqueur        | face à Judd Trump          |
| 3    | Neil Robertson | 407 050       | Demi-finales     | éliminé par Kyren Wilson   |
| 4    | John Higgins   | 333 750       | Demi-finales     | éliminé par Judd Trump     |
| 5    | Xiao Guodong   | 306 500       | Quarts de finale | éliminé par John Higgins   |
| 6    | Mark Selby     | 285 000       | Quarts de finale | éliminé par Neil Robertson |
| 7    | Mark Williams  | 265 600       | Quarts de finale | éliminé par Kyren Wilson   |
| 8    | Barry Hawkins  | 261 550       | 8es de finale    | éliminé par Shaun Murphy   |
| 9    | Shaun Murphy   | 257 900       | Quarts de finale | éliminé par Judd Trump     |
| 10   | Ding Junhui    | 235 000       | 8es de finale    | éliminé par Mark Williams  |
| 11   | Si Jiahui      | 219 200       | 8es de finale    | éliminé par Mark Selby     |
| 12   | Wu Yize        | 205 600       | 8es de finale    | éliminé par Xiao Guodong   |
| 13   | Chris Wakelin  | 194 400       | 8es de finale    | éliminé par John Higgins   |
| 14   | Stuart Bingham | 169 400       | 8es de finale    | éliminé par Neil Robertson |
| 15   | Mark Allen     | 163 400       | 8es de finale    | éliminé par Kyren Wilson   |
| 16   | Lei Peifan     | 161 000       | 8es de finale    | éliminé par Judd Trump     |

## Tableau
|  | 1er tour au meilleur des 11 manches | 1er tour au meilleur des 11 manches | 1er tour au meilleur des 11 manches |    |                | Quarts de finale au meilleur des 11 manches | Quarts de finale au meilleur des 11 manches | Quarts de finale au meilleur des 11 manches |  |   | Demi-finales au meilleur des 11 manches | Demi-finales au meilleur des 11 manches | Demi-finales au meilleur des 11 manches |  |   | Finale au meilleur des 19 manches | Finale au meilleur des 19 manches | Finale au meilleur des 19 manches |
|  |                                     |                                     |                                     |    |                |                                             |                                             |                                             |  |   |                                         |                                         |                                         |  |   |                                   |                                   |                                   |
|  | 1                                   | Judd Trump                          | 6                                   |    |                |                                             |                                             |                                             |  |   |                                         |                                         |                                         |  |   |                                   |                                   |                                   |
|  | 16                                  | Lei Peifan                          | 2                                   |    |                |                                             |                                             |                                             |  |   |                                         |                                         |                                         |  |   |                                   |                                   |                                   |
|  | 16                                  | Lei Peifan                          | 2                                   |    | 1              | Judd Trump                                  | 6                                           |                                             |  |   |                                         |                                         |                                         |  |   |                                   |                                   |                                   |
|  |                                     |                                     |                                     |    | 1              | Judd Trump                                  | 6                                           |                                             |  |   |                                         |                                         |                                         |  |   |                                   |                                   |                                   |
|  |                                     | 9                                   | Shaun Murphy                        | 0  |                |                                             |                                             |                                             |  |   |                                         |                                         |                                         |  |   |                                   |                                   |                                   |
|  | 8                                   | 9                                   | Shaun Murphy                        | 0  | Barry Hawkins  | 4                                           |                                             |                                             |  |   |                                         |                                         |                                         |  |   |                                   |                                   |                                   |
|  | 8                                   |                                     |                                     |    | Barry Hawkins  | 4                                           |                                             |                                             |  |   |                                         |                                         |                                         |  |   |                                   |                                   |                                   |
|  | 9                                   | Shaun Murphy                        | 6                                   |    |                |                                             |                                             |                                             |  |   |                                         |                                         |                                         |  |   |                                   |                                   |                                   |
|  | 9                                   | Shaun Murphy                        | 6                                   |    |                |                                             |                                             |                                             |  | 1 | Judd Trump                              | 6                                       |                                         |  |   |                                   |                                   |                                   |
|  |                                     |                                     |                                     |    |                |                                             |                                             |                                             |  | 1 | Judd Trump                              | 6                                       |                                         |  |   |                                   |                                   |                                   |
|  |                                     | 4                                   | John Higgins                        | 4  |                |                                             |                                             |                                             |  |   |                                         |                                         |                                         |  |   |                                   |                                   |                                   |
|  | 5                                   | 4                                   | John Higgins                        | 4  | Xiao Guodong   | 6                                           |                                             |                                             |  |   |                                         |                                         |                                         |  |   |                                   |                                   |                                   |
|  | 5                                   |                                     |                                     |    | Xiao Guodong   | 6                                           |                                             |                                             |  |   |                                         |                                         |                                         |  |   |                                   |                                   |                                   |
|  | 12                                  | Wu Yize                             | 5                                   |    |                |                                             |                                             |                                             |  |   |                                         |                                         |                                         |  |   |                                   |                                   |                                   |
|  | 12                                  | Wu Yize                             | 5                                   |    | 5              | Xiao Guodong                                | 5                                           |                                             |  |   |                                         |                                         |                                         |  |   |                                   |                                   |                                   |
|  |                                     |                                     |                                     |    | 5              | Xiao Guodong                                | 5                                           |                                             |  |   |                                         |                                         |                                         |  |   |                                   |                                   |                                   |
|  |                                     | 4                                   | John Higgins                        | 6  |                |                                             |                                             |                                             |  |   |                                         |                                         |                                         |  |   |                                   |                                   |                                   |
|  | 4                                   | 4                                   | John Higgins                        | 6  | John Higgins   | 6                                           |                                             |                                             |  |   |                                         |                                         |                                         |  |   |                                   |                                   |                                   |
|  | 4                                   |                                     |                                     |    | John Higgins   | 6                                           |                                             |                                             |  |   |                                         |                                         |                                         |  |   |                                   |                                   |                                   |
|  | 13                                  | Chris Wakelin                       | 5                                   |    |                |                                             |                                             |                                             |  |   |                                         |                                         |                                         |  |   |                                   |                                   |                                   |
|  | 13                                  | Chris Wakelin                       | 5                                   |    |                |                                             |                                             |                                             |  |   |                                         |                                         |                                         |  | 1 | Judd Trump                        | 9                                 |                                   |
|  |                                     |                                     |                                     |    |                |                                             |                                             |                                             |  |   |                                         |                                         |                                         |  | 1 | Judd Trump                        | 9                                 |                                   |
|  |                                     | 2                                   | Kyren Wilson                        | 10 |                |                                             |                                             |                                             |  |   |                                         |                                         |                                         |  |   |                                   |                                   |                                   |
|  | 3                                   | 2                                   | Kyren Wilson                        | 10 | Neil Robertson | 6                                           |                                             |                                             |  |   |                                         |                                         |                                         |  |   |                                   |                                   |                                   |
|  | 3                                   |                                     |                                     |    | Neil Robertson | 6                                           |                                             |                                             |  |   |                                         |                                         |                                         |  |   |                                   |                                   |                                   |
|  | 14                                  | Stuart Bingham                      | 4                                   |    |                |                                             |                                             |                                             |  |   |                                         |                                         |                                         |  |   |                                   |                                   |                                   |
|  | 14                                  | Stuart Bingham                      | 4                                   |    | 3              | Neil Robertson                              | 6                                           |                                             |  |   |                                         |                                         |                                         |  |   |                                   |                                   |                                   |
|  |                                     |                                     |                                     |    | 3              | Neil Robertson                              | 6                                           |                                             |  |   |                                         |                                         |                                         |  |   |                                   |                                   |                                   |
|  |                                     | 6                                   | Mark Selby                          | 3  |                |                                             |                                             |                                             |  |   |                                         |                                         |                                         |  |   |                                   |                                   |                                   |
|  | 6                                   | 6                                   | Mark Selby                          | 3  | Mark Selby     | 6                                           |                                             |                                             |  |   |                                         |                                         |                                         |  |   |                                   |                                   |                                   |
|  | 6                                   |                                     |                                     |    | Mark Selby     | 6                                           |                                             |                                             |  |   |                                         |                                         |                                         |  |   |                                   |                                   |                                   |
|  | 11                                  | Si Jiahui                           | 2                                   |    |                |                                             |                                             |                                             |  |   |                                         |                                         |                                         |  |   |                                   |                                   |                                   |
|  | 11                                  | Si Jiahui                           | 2                                   |    |                |                                             |                                             |                                             |  | 3 | Neil Robertson                          | 5                                       |                                         |  |   |                                   |                                   |                                   |
|  |                                     |                                     |                                     |    |                |                                             |                                             |                                             |  | 3 | Neil Robertson                          | 5                                       |                                         |  |   |                                   |                                   |                                   |
|  |                                     | 2                                   | Kyren Wilson                        | 6  |                |                                             |                                             |                                             |  |   |                                         |                                         |                                         |  |   |                                   |                                   |                                   |
|  | 7                                   | 2                                   | Kyren Wilson                        | 6  | Mark Williams  | 6                                           |                                             |                                             |  |   |                                         |                                         |                                         |  |   |                                   |                                   |                                   |
|  | 7                                   |                                     |                                     |    | Mark Williams  | 6                                           |                                             |                                             |  |   |                                         |                                         |                                         |  |   |                                   |                                   |                                   |
|  | 10                                  | Ding Junhui                         | 2                                   |    |                |                                             |                                             |                                             |  |   |                                         |                                         |                                         |  |   |                                   |                                   |                                   |
|  | 10                                  | Ding Junhui                         | 2                                   |    | 7              | Mark Williams                               | 3                                           |                                             |  |   |                                         |                                         |                                         |  |   |                                   |                                   |                                   |
|  |                                     |                                     |                                     |    | 7              | Mark Williams                               | 3                                           |                                             |  |   |                                         |                                         |                                         |  |   |                                   |                                   |                                   |
|  |                                     | 2                                   | Kyren Wilson                        | 6  |                |                                             |                                             |                                             |  |   |                                         |                                         |                                         |  |   |                                   |                                   |                                   |
|  | 2                                   | 2                                   | Kyren Wilson                        | 6  | Kyren Wilson   | 6                                           |                                             |                                             |  |   |                                         |                                         |                                         |  |   |                                   |                                   |                                   |
|  | 2                                   |                                     |                                     |    | Kyren Wilson   | 6                                           |                                             |                                             |  |   |                                         |                                         |                                         |  |   |                                   |                                   |                                   |
|  | 15                                  | Mark Allen                          | 3                                   |    |                |                                             |                                             |                                             |  |   |                                         |                                         |                                         |  |   |                                   |                                   |                                   |

## Finale
| Finale au meilleur des 19 manches Arbitre : Leo Scullion |                          |                             |
| Judd Trump (1) Angleterre                                | 9 - 10 (4 - 4)           | Kyren Wilson (2) Angleterre |
| 1 103                                                    | Centuries Meilleur break | 0 81                        |
| Kyren Wilson remporte le championnat des joueurs 2025    |                          |                             |

## Centuries
- 139, 132, 128  Mark Selby
- 139, 130, 126, 114, 103, 101  Judd Trump
- 134, 116  Kyren Wilson
- 131, 104  Wu Yize
- 129  Chris Wakelin
- 125  Mark Allen
- 123  Shaun Murphy
- 112  Stuart Bingham
- 111, 104  Xiao Guodong
- 108  Barry Hawkins
- 107  John Higgins
- 102  Lei Peifan
- 100  Neil Robertson